# Frosta och Eslövs domsaga
Frosta och Eslövs domsaga var en domsaga i Malmöhus län. Den bildades 1 januari 1916 genom sammanslagning av Frosta domsaga med Eslövs stad som samtidigt bildade ett eget tingslag, och upplöstes den 1 januari 1971 i samband med tingsrättsreformen i Sverige då den uppgick i Eslövs tingsrätt.
Domsagan lydde under Hovrätten över Skåne och Blekinge.

## Tingslag
Som mest låg två tingslag under domsagan, men efter den 1 januari 1948 (enligt beslut den 10 juli 1947) minskade detta till ett, när Frosta tingslag och Eslövs tingslag slogs samman och bildade Frosta och Eslövs domsagas tingslag.

### Från 1916
- Eslövs tingslag
- Frosta tingslag

### Från 1948
- Frosta och Eslövs domsagas tingslag

## Häradshövdingar
- 1916–1924 Carl Victor Matias Ursell
- 1924–1947 Gustaf Ferdinand Lindstedt
- 1947–1962 Per Elis Melander
- 1962–1967 Johan Emanuel Björling
- 1967–1970 John Sture Hasslow